# La Tour (Górna Sabaudia)
Tour – miejscowość i gmina we Francji, w regionie Owernia-Rodan-Alpy, w departamencie Górna Sabaudia.
Według danych na rok 1990 gminę zamieszkiwało 1000 osób, a gęstość zaludnienia wynosiła 129 osób/km² (wśród 2880 gmin regionu Rodan-Alpy Tour plasuje się na 784. miejscu pod względem liczby ludności, natomiast pod względem powierzchni na miejscu 1299.).